# Josef Patočka
Josef Patočka (25. října 1914 Praha – 15. října 1998 Praha) byl český herec.

## Život
Začínal jako ochotnický herec a kulisák v Praze v Bubenči, vyučil se brašnářem a pracoval jako dělník v továrně. Teprve po 2. světové válce se stal řádným členem činoherního souboru Městského divadla v Mostě, odkud v roce 1946 přešel do divadla v Ústí nad Labem. Od roku 1948 hrál 13 let v Krajském divadle v Plzni. Poté přešel do pražského libeňského Divadla S. K. Neumanna (Divadlo pod Palmovkou), kde působil dalších 17 let až do doby svého odchodu do důchodu. V roce 1990 krátce působil v Divadle za branou II.
V českém filmu a později v televizi se uplatňoval především ve vedlejších či epizodních rolích, kde často hrával nerudné či přísné starší muže. Pracoval také v Československém rozhlase, kde hrál v řadě rozhlasových her a uplatnil se i v dabingu, kde využíval svůj dosti charakteristický hlas.

## Rozhlasové role
- 1964 William Shakespeare: Richard III., rozhlasová adaptace, překlad: Zdeněk Urbánek, rozhlasová úprava a režie: Josef Červinka, dramaturgie: Jaromír Ptáček, hudba: Marek Kopele. Hrají: král Richard III. (Jiří Adamíra), král Edvard IV. (Miloš Nedbal), vévoda z Clarence (Otakar Brousek), královna Alžběta (Vlasta Chramostová), lady Anna (Jaroslava Adamová), vévodkyně z Yorku (Leopolda Dostalová), vévoda z Richmondu (Luděk Munzar), vévoda z Buckinghamu (Čestmír Řanda), lord Stanley (Josef Větrovec), lord Hastings (Jaromír Spal), hrabě Rivers (Oldřich Janovský), Catesby (Bohumil Křížek), Radcliff (Bohumil Švarc), Brakenburry (Jiří Suk (herec)), londýnský starosta (Ladislav Kulhánek), měšťan a písař (Josef Patočka), vypravěč (Josef Červinka) a další.[1]
- 1974 Charles Dickens: Cvrček u krbu, role: John, režie: Josef Červinka
- 1994 Friedrich Dürrenmatt: Porucha. Přeložil Josef Balvín. Dramaturg Oldřich Knitl. Režie Josef Henke. Osoby a obsazení: Alfredo Traps (Bořivoj Navrátil), Soudce (Josef Kemr), Prokurátor (Josef Patočka), Obhájce (Martin Růžek), Pilet (Soběslav Sejk), Simona (Drahomíra Fialková), Automechanik (Rudolf Kvíz), Tobiáš (Radan Rusev), Hostinský (Vladimír Krška) a další.